# الکینز (نیوهمپشایر)
الکینز (به انگلیسی: Elkins) یک منطقهٔ مسکونی در ایالات متحده آمریکا است که در شهرستان مریمک، نیوهمپشایر واقع شده‌است. الکینز ۲۴۶٫۸۹ متر بالاتر از سطح دریا واقع شده‌است.